# Maikammer

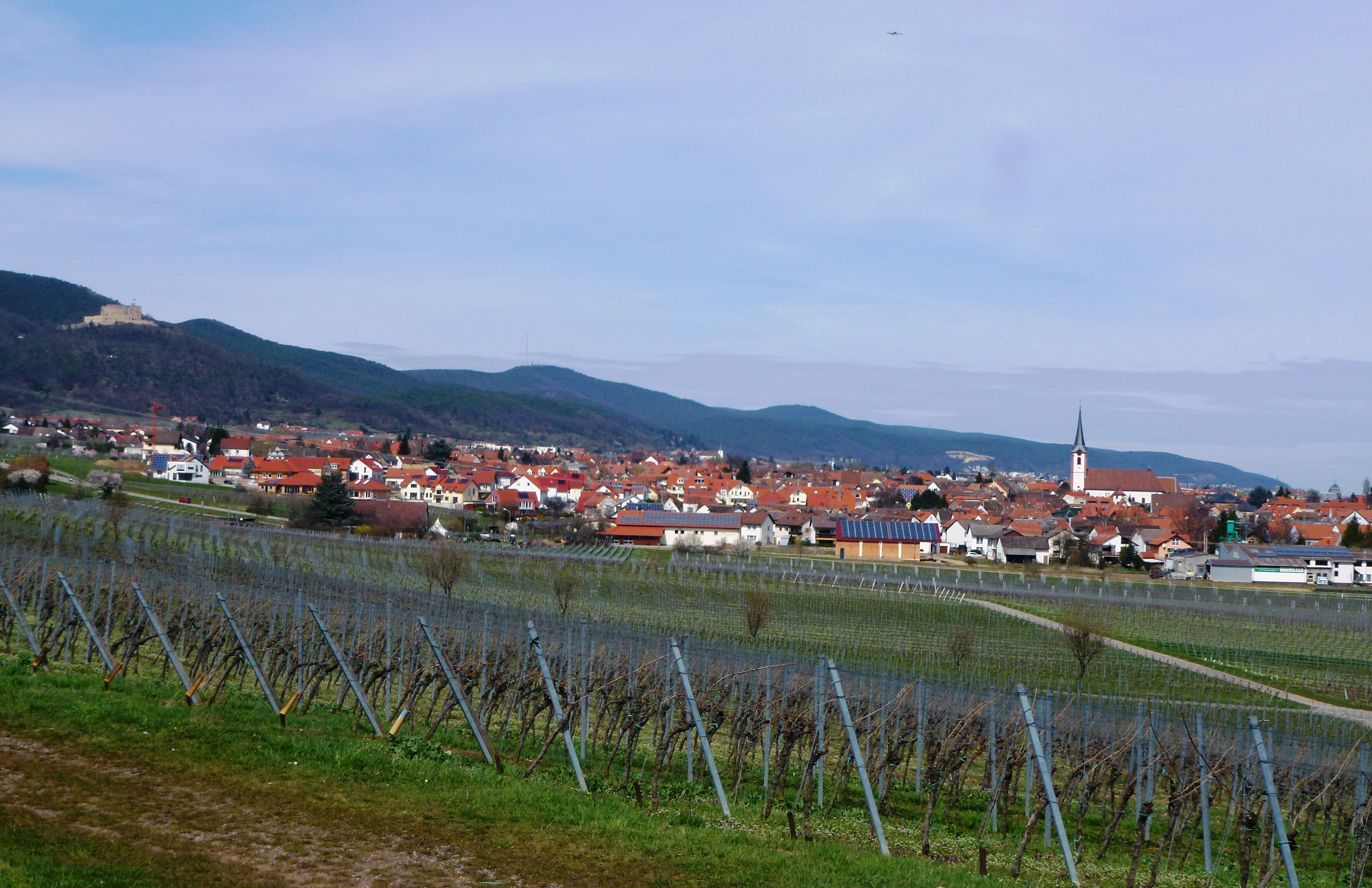
Maikammer mit Hambacher Schloss 2013

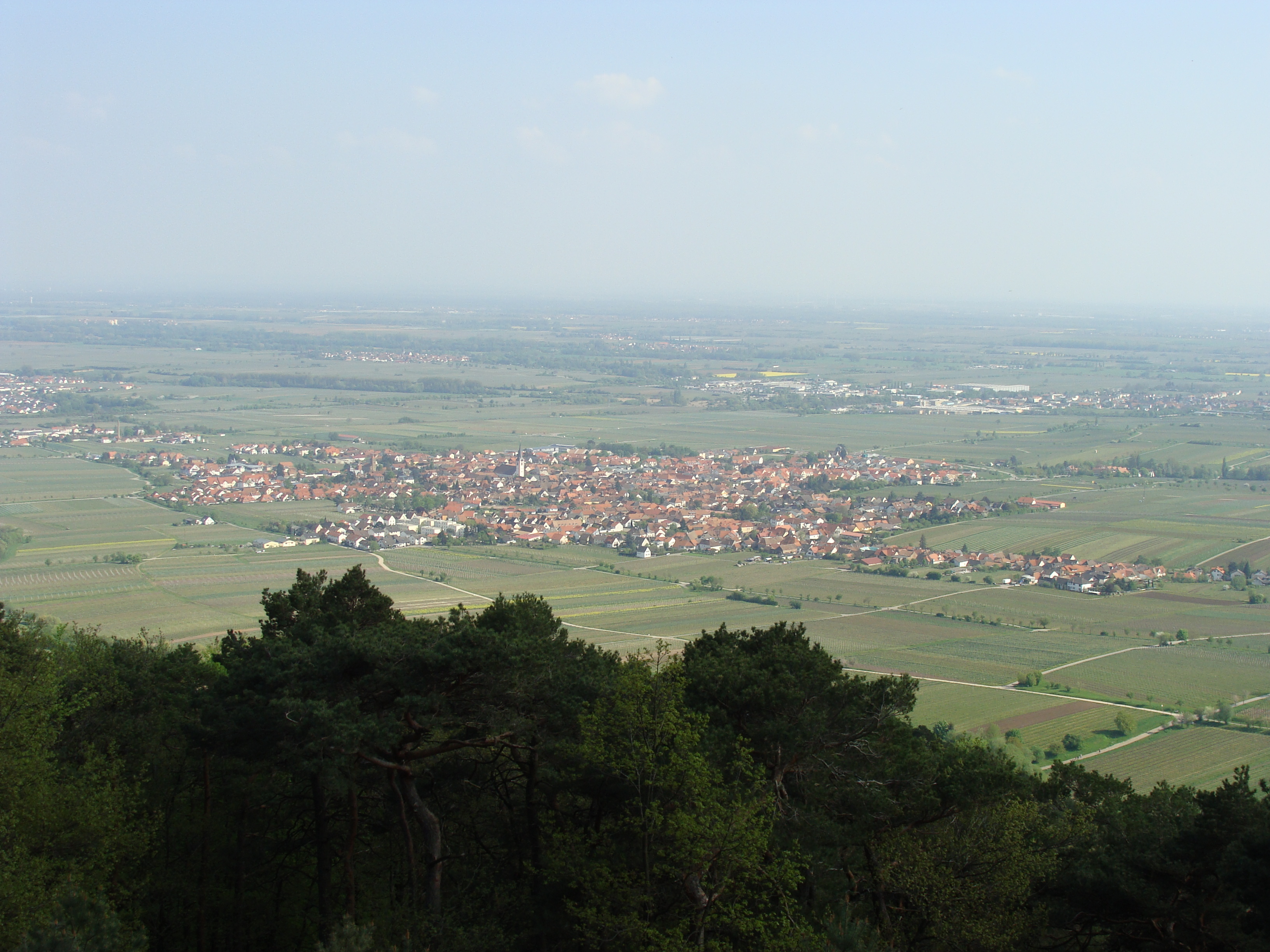
Maikammer Gesamtansicht vom Sommerberg

Maikammer ist eine Ortsgemeinde und ein Wein- und Erholungsort im Südwesten Deutschlands in der Pfalz südlich von Neustadt an der Weinstraße. Sie befindet sich im Landkreis Südliche Weinstraße, innerhalb dessen sie, gemessen an der Einwohnerzahl, die sechstgrößte Ortsgemeinde darstellt, und ist Sitz der gleichnamigen Verbandsgemeinde.

## Geographie

### Geographische Lage
Maikammer liegt in der von Weinreben dominierten Landschaft Weinstraße auf einer Höhe von 120 m bis zu 300 m NHN. Der Westen der Gemarkung ragt in die Haardt hinein, wie der Ostrand des Pfälzerwaldes genannt wird. Dort befinden sich mehrere Gebirgspässe wie die Hüttenhohl und der Hahnenschritt. Nachbargemeinden sind – im Uhrzeigersinn nördlich beginnend – Diedesfeld, Kirrweiler (Pfalz), Edenkoben und Sankt Martin (Pfalz).

### Erhebungen und Gewässer
Die Gemeinde liegt am Fuße der Kalmit, der höchsten Erhebung des Pfälzerwaldes (673 m). Weitere Erhebungen auf Gemarkung der Gemeinde neben der Kalmit sind deren Vorberge Kanzel (531,7 m) und Hüttenberg (620,1 m), die Nordflanke des Schafkopfs (617 m), der Rotsohlberg (607 m), die Nordflanke des Stotz (603 m), die Nordostflanke des Breitenbergs (545 m), die Südflanke des Totenkopfs (513 Meter), der Flachkopf (498 m) und der Wetterkreuzberg (401 m).
Der Kropsbach fließt in West-Ost-Richtung und streift den südlichen Siedlungsrand. Im äußersten Westen verläuft für rund einen Kilometer der Argenbach durch die Gemarkung der Gemeinde.

### Klima
Aufgrund des milden Klimas wachsen hier neben dem Wein exotische Früchte wie Kiwis, Zitronen, Mandeln und Esskastanien.

## Geschichte
Bis Ende des 18. Jahrhunderts gehörte die Gemeinde zum Hochstift Speyer; dort unterstand sie dem Oberamt Kirrweiler.
Von 1798 bis 1814, als die Pfalz Teil der Französischen Republik (bis 1804) und anschließend Teil des Napoleonischen Kaiserreichs war, war Maykammer mit Alsterweiler – so die damalige Bezeichnung – in den Kanton Edenkoben im Departement des Niederrheins eingegliedert und besaß eine eigene Mairie. 1815 hatte die Gemeinde insgesamt 1.780 Einwohner. Im selben Jahr wurde der Ort Österreich zugeschlagen. Bereits ein Jahr später wechselte der Ort wie die gesamte Pfalz in das Königreich Bayern. Von 1818 bis 1862 gehörte „Maikammer und Alsterweiler“ dem Landkommissariat Landau an; aus diesem ging anschließend das Bezirksamt Landau hervor.
Nachdem Maikammer und Alsterweiler zusammengewachsen waren, trug die Gemeinde bis zum 31. Mai 1938 den Doppelnamen Maikammer-Alsterweiler. Ab 1939 war der Ort Bestandteil des Landkreises Landau in der Pfalz. Nach dem Zweiten Weltkrieg wurde Maikammer innerhalb der französischen Besatzungszone Teil des damals neu gebildeten Landes Rheinland-Pfalz. Im Zuge der ersten rheinland-pfälzischen Verwaltungsreform wechselte der Ort am 7. Juni 1969 in den neu geschaffenen Landkreis Landau-Bad Bergzabern, der 1978 in Landkreis Südliche Weinstraße umbenannt wurde. 1972 wurde Maikammer Sitz der ebenfalls neu gebildeten gleichnamigen Verbandsgemeinde.
Letztere wurde aufgrund eines Landesgesetzes zum 1. Juli 2014 mit der Verbandsgemeinde Edenkoben zusammengelegt. Laut Urteil des Verfassungsgerichtshofs Rheinland-Pfalz vom 8. Juni 2015 mit dem Aktenzeichen VGH N 18/14 ist die Zwangsfusion jedoch nichtig und Maikammer ab sofort wieder eine eigenständige Verbandsgemeinde.

### Religionen

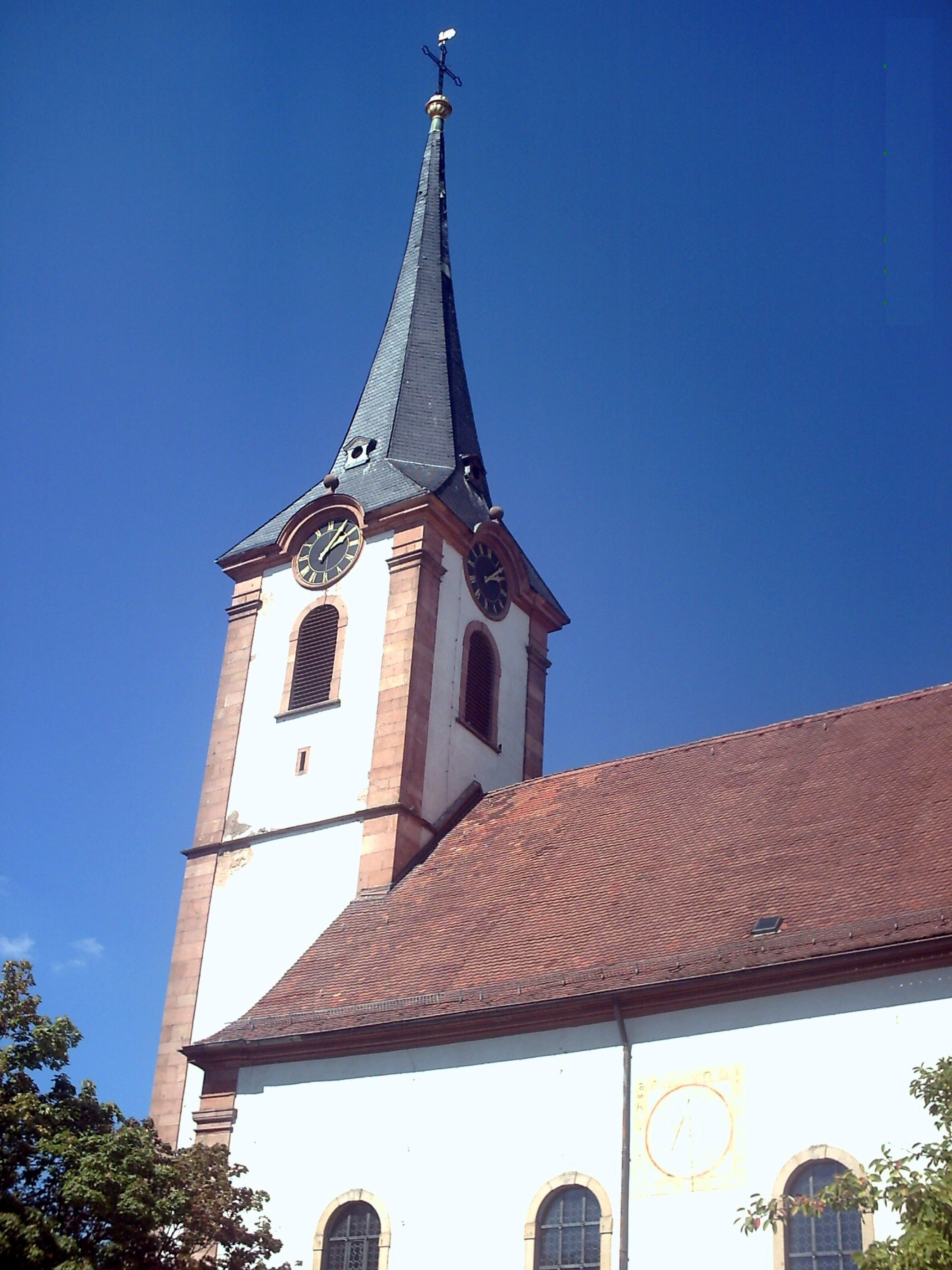
Die katholische St. Kosmas und Damian Kirche

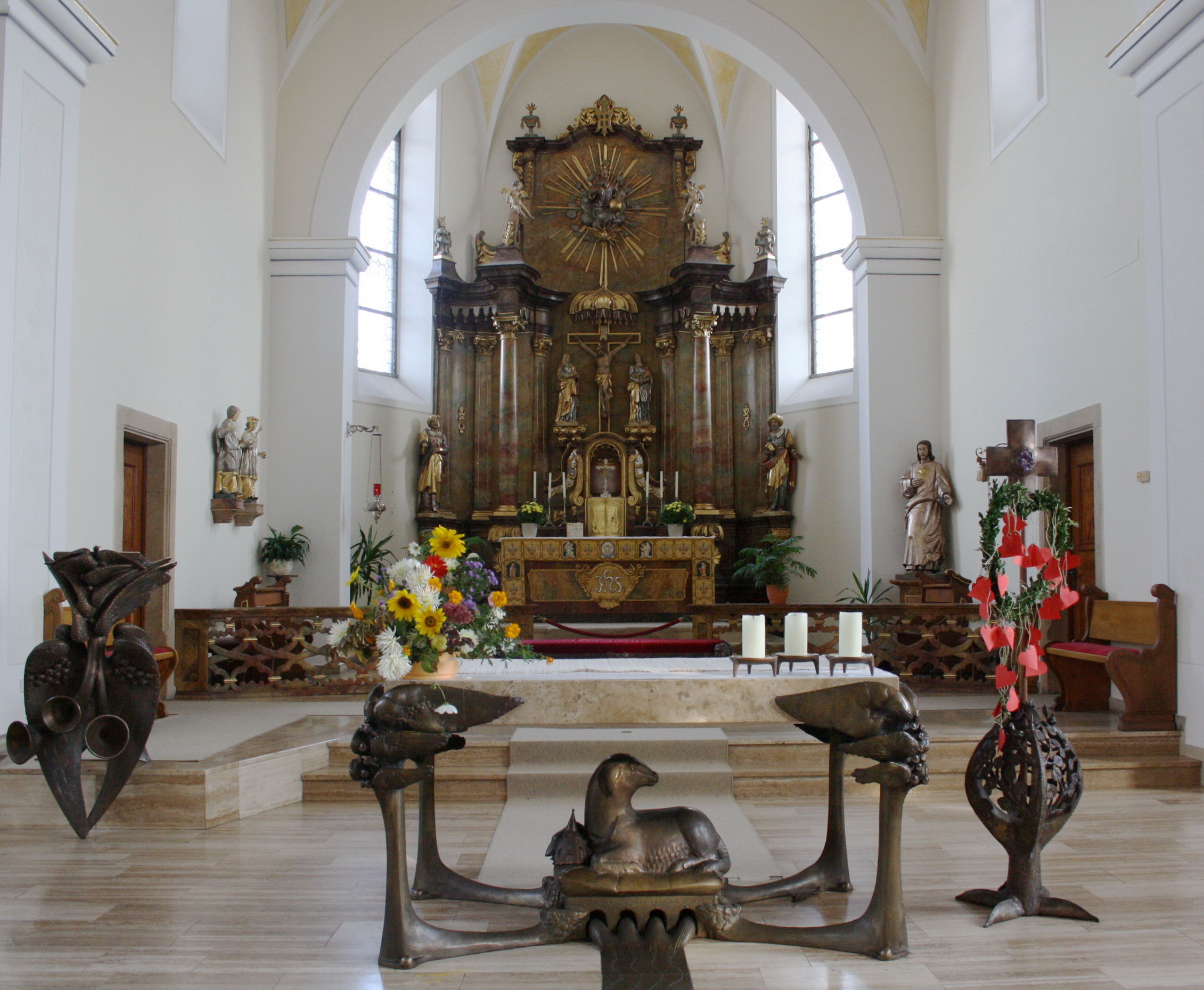
Innenraum der Kirche

Neben der katholischen St. Kosmas und Damian Kirche existiert vor Ort zusätzlich die Alsterweiler-Kapelle mit dem „Maikammerer Altar“ und einem spätgotischen Triptychon. Das Altarbild zählt zu den wenigen noch erhaltenen Beispielen gotischer Tafelmalerei in der Pfalz. Wohl um 1445 vollendet, ist es ein wertvolles Zeugnis oberrheinischer Malerei. Die in Maikammer lebenden Juden wurden in Kirrweiler beigesetzt.

### Konfessionsstatistik
Mit Stand 30. Juni 2005 waren von den Einwohnern 60,5 % römisch-katholisch, 20,8 % evangelisch und 17,7 % konfessionslos oder gehörten einer anderen Glaubensgemeinschaft an. Der Anteil der evangelischen und katholischen Kirchenmitglieder an der Gesamtbevölkerung ist seitdem jährlich um 1 Prozentpunkt gesunken. Ende Juni 2025 hatten 40,5 % der Einwohner die katholische Konfession und 19,4 % die evangelische. 40,1 % gehörten entweder einer anderen Glaubensgemeinschaft an oder waren konfessionslos.

## Politik

### Gemeinderat
Der Gemeinderat in Maikammer besteht aus 20 Ratsmitgliedern, die bei der Kommunalwahl am 9. Juni 2024 in einer personalisierten Verhältniswahl gewählt wurden, und dem ehrenamtlichen Ortsbürgermeister als Vorsitzendem.
Die Sitzverteilung im Gemeinderat:
| Wahl | SPD | CDU | Grüne | FWG | BL | BFM | Gesamt   |
| ---- | --- | --- | ----- | --- | -- | --- | -------- |
| 2024 | 5   | 8   | 2     | 4   | –  | 1   | 20 Sitze |
| 2019 | 5   | 12  | –     | –   | –  | 3   | 20 Sitze |
| 2014 | 3   | 12  | –     | 3   | 2  | –   | 20 Sitze |
| 2009 | 3   | 12  | –     | 3   | 2  | –   | 20 Sitze |
| 2004 | 3   | 11  | –     | 3   | 3  | –   | 20 Sitze |

- FWG = Freie Wählergruppe Verbandsgemeinde Maikammer e. V.
- BL = Bürgerliste e. V.
- BFM = Bürgerforum Maikammer e. V. (gegründet 2015)[9]

### Bürgermeister
Markus Sell (SPD) wurde am 3. September 2024 Ortsbürgermeister von Maikammer. Bei der Direktwahl am 9. Juni 2024 hatte er sich mit einem Stimmenanteil von 51,5 % gegen einen Mitbewerber durchgesetzt.
Sells Vorgänger Karl Schäfer (CDU) hatte das Amt am 1. Juli 1994 übernommen. Nach 30 Jahren kandidierte er bei der Wahl 2024 nicht erneut als Ortsbürgermeister.

### Wappen
| Wappen von Maikammer | Blasonierung: „In Schwarz ein goldenes Gemarkungszeichen in Form eines steigenden Pfeils, dessen Schaft in einem Kreuz endet.“ |
| Wappen von Maikammer | Wappenbegründung: Es wurde 1937 vom bayerischen Reichsstatthalter genehmigt und geht zurück auf ein Siegel von 1743.           |

## Kultur und Sehenswürdigkeiten

### Bauwerke
Kulturdenkmäler

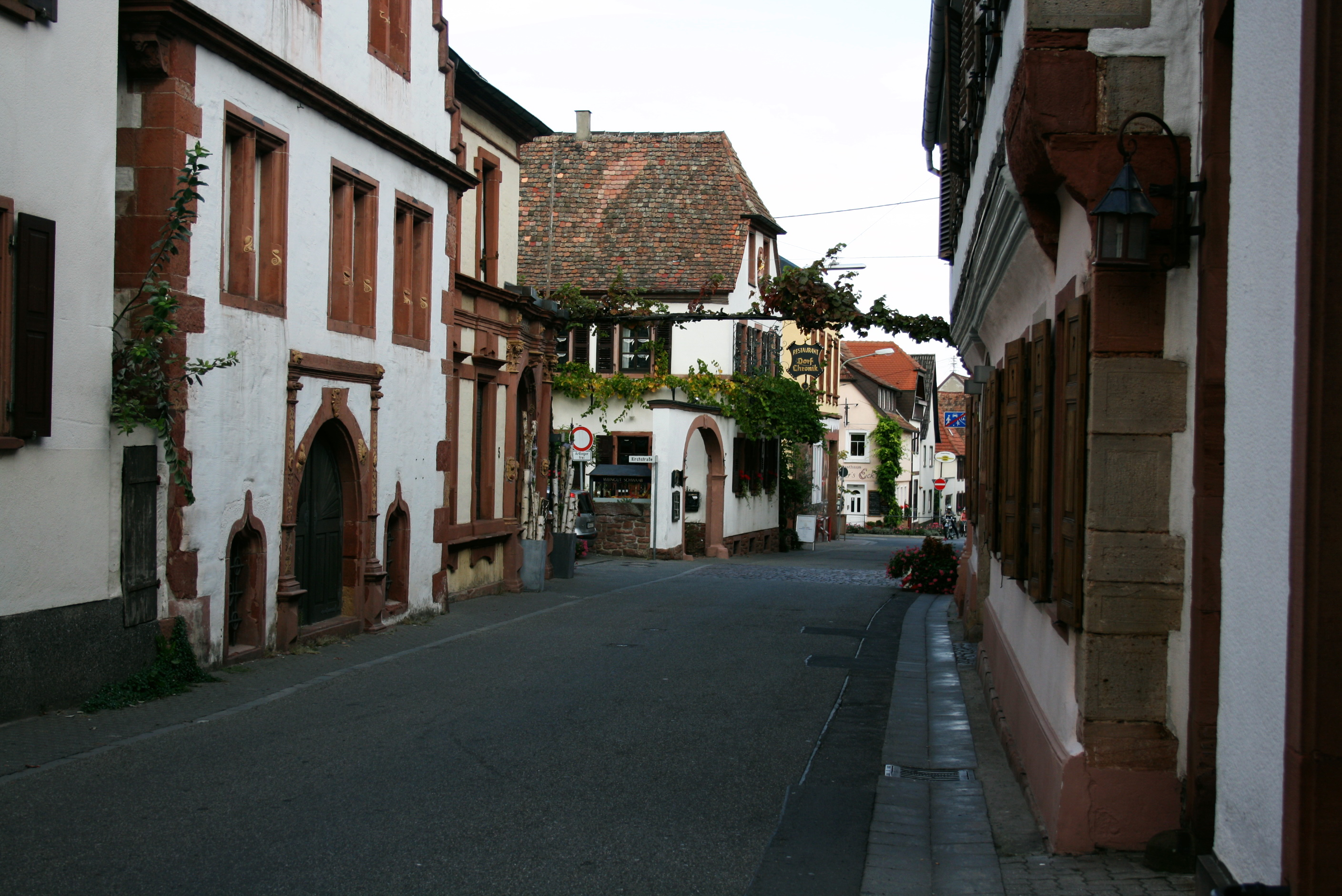
Denkmalzone Ortskern Maikammer

Der Maikammerer Ortskern aus dem 16. Jahrhundert, die drei Jahrhunderte jüngere Ortserweiterung sowie der Ortskern von Alsterweiler sind als Denkmalzonen ausgewiesen. Hinzu kommen zahlreiche Einzelobjekte, die als Kulturdenkmale unter Denkmalschutz stehen. Einen Überblick gewährt die Liste der Kulturdenkmäler in Maikammer.
Sonstige Bauwerke
Im Lavendelgarten steht das 1984 eingeweihte steinernene Schoppendenkmal, das darauf ausgerichtet ist, ein traditionelles Stangenglas (Schoppenglas) zur Prüfung der Maßhaltigkeit hineinzustellen.
Außerdem ist den Gebrüdern Ullrich, den Erfindern der Gelenksperre für klappbare Meterstäbe, oberhalb von Maikammer ein Denkmal in Form eines überdimensionalen Gliedermaßstabs gesetzt worden. Auf der Kalmit befindet sich außerdem der Sender Kalmit.

### Natur
Teilweise auf Gemarkung der Ortsgemeinde befindet sich das als Naturdenkmal eingetragene Felsenmeer Hüttenberg.

### Sport
Maikammer verfügt über ein beheiztes Freibad mit Wellenrutsche und Kletterwand am Schwimmbecken, eine Open-Air-Halle mit vier Tennisplätzen einschließlich eines Kunstrasens mit Quarzsand und vier Squash-Courts. Zudem existiert die in jüngerer Vergangenheit errichtete Kalmithalle und der Kunstrasen, auf welchem der TuS Maikammer seine Fußballspiele austrägt. Im äußersten Süden der Gemeindegemarkung liegt das Weinstraßenstadion der SpVgg Edenkoben.

### Regelmäßige Veranstaltungen
Vor Ort finden das Maifest mit Weintreff, die Brunnenkerwe, die Weinkerwe, der Gartenmarkt, die Mineralientage Maikammer, der Herbstmarkt und ein Automarkt statt. Am 27. August 2000 war Maikammer Eröffnungsort des Erlebnistags Deutsche Weinstraße, der unter dem Motto „Sonnige Pfalz“ stattfand.

## Wirtschaft und Infrastruktur

### Wirtschaft
Maikammer ist ein Winzerort und als solcher Teil des Weinanbaugebiets Pfalz. Auf der Gemarkung der Stadt befinden sich die Großlage Mandelhöhe sowie die Einzellagen Heiligenberg, Immengarten, Kapellenberg und Kirchenstück. Bis ins 19. Jahrhundert wurde im Gemeindegebiet die Rebsorte Gutedel angebaut. Vor Ort hat das Weingut August Ziegler seinen Sitz. Außerdem befindet sich in Maikammer eine Filiale des Pfalzklinikum für Psychiatrie und Neurologie.

### Verkehr
Seit 1855 hat Maikammer mit der etwa einen Kilometer östlich des Ortszentrums gelegenen Station Maikammer-Kirrweiler einen Anschluss an die Bahnstrecke Neustadt–Wissembourg, der ehemaligen Pfälzischen Maximiliansbahn. Von 1912 bis 1955 war Maikammer durch die Pfälzer Oberlandbahn, eine elektrische Überland-Straßenbahn, direkt mit den Hauptbahnhöfen in Neustadt beziehungsweise Landau verbunden. Die Bahn diente bis auf die Kriegszeiten überwiegend dem Personenverkehr. Zusätzlich ist der Ort über die von PalatinaBus betriebenen Buslinien 500 und 501 im Verkehrsverbund Rhein-Neckar an das Nahverkehrsnetz angebunden.
In unmittelbarer Nähe zur Gemeinde befindet sich die Autobahnanschlussstelle Edenkoben zur A 65 mit direkten Auf- und Abfahrten in Richtung Karlsruhe beziehungsweise Ludwigshafen und Mannheim. Durch das Siedlungsgebiet verläuft die Deutsche Weinstraße. Die Kalmithöhen- und die Totenkopfstraße führen mitten durch den Pfälzerwald.

### Bildung
Maikammer ist mit der Johannes-Leonhardt-Schule Standort einer Grundschule; zudem existiert vor Ort die Realschule Plus Maikammer-Hambach. Ab 1854 unterrichteten einige Mitglieder der Armen Schulschwestern vom hl. Dominikus an der damaligen Volksschule.

### Tourismus
Maikammer ist östlicher Endpunkt eines Wanderweges, der mit einem weiß-grünen Balken markiert ist. Dieser verbindet ihn unter anderem mit Enkenbach-Alsenborn. Zudem befinden sich mit dem Kalmithaus und der Totenkopfhütte auf der Gemeindegemarkung zwei Hütten des Pfälzerwald-Vereins. Außerdem führt der Radweg Deutsche Weinstraße durch die Gemeinde.

## Persönlichkeiten

### Ehrenbürger
- 1904, 12. November: Sebastian Frantz (1819–1909), Bürgermeister
- 1904, 12. November: Sebastian Bachtler (1823–1909), Adjunkt
- 1948, 12. November: J. C. Wolf (1885–1961), Bürgermeister
- 1952, 1. September: Franz Gabriel Allmaras (1875–1953), Geheimrat und Bauingenieur, hatte sich mit Bauprojekten in Afrika während der Kolonialzeit einen Namen gemacht und übernahm auch die Planung und Bauleitung der ab 1930 erbauten Kalmitstraße.[15][16]
- 1974, 7. Mai: Johannes Damm (1909–1996), Bürgermeister von 1955 bis 1973. Mitverantwortlich für den Bau des Kalmitbades
- 2002: Dieter Ziegler (1937–2019), Winzer und Politiker (CDU), Landtagsabgeordneter und Minister in Rheinland-Pfalz, Bürgermeister der Gemeinde Maikammer
- 2024, 27. Dezember: Karl Schäfer, Bürgermeister von Maikammer 1994–2024, wurde am 2024 zum Ehrenbürger ernannt.[17]

### In Maikammer geboren
- Heinrich Koch (1781–1861), bedeutender klassizistischer Architekt, tätig vor allem in Wien (Palais Clam-Gallas), Böhmen (Prag, Villa Kinský) und Ungarn (Schloss in Fehérvárcsurgó)[18][19]
- Jakob von Hartmann (1795–1873), Offizier, zuletzt General der Infanterie der Bayerischen Armee
- Jakob Hildenbrand (1860–1933), Politiker (BVP)
- Anton Ullrich (1826–1895), Erfinder und Unternehmer
- Franz Ullrich (1830–1891), Erfinder und Unternehmer
- Gustav Ullrich (1860–1938), Unternehmer
- Johannes Wolf (1885–1961), Winzer und Politiker (BVP, CDU), Landtagsabgeordneter in Rheinland-Pfalz, Bürgermeister der Gemeinde Maikammer
- Holmes Zimmermann (1900–1957), Schauspieler
- Helmut Ziegler (1913–1971), Politiker (SPD)
- Karl Lackner (1917–2011), Jurist und Professor für Strafrecht
- Dieter Ziegler (1937–2019), Winzer und Politiker (CDU), Landtagsabgeordneter und Minister in Rheinland-Pfalz, Bürgermeister der Gemeinde Maikammer

### Mit Maikammer verbunden
- Gregor Ata (1815–1899), Erzbischof der Melkitisch Griechisch-katholischen Kirche von Homs in Syrien, besuchte die Gemeinde.
- Johannes Leonhardt (1878–1935), Ortschronist und Lehrer in Maikammer und Alsterweiler
- Christoph Fuhrbach (* 1970), Ausdauersportler, legte im August 2009 in Maikammer mit dem Rad eine inoffizielle deutsche Bestleistung ab.
- Mechthild Heieck (1933–2011), Altphilologin, wuchs vor Ort auf.
- Ingobert Heieck (1936–1993), römisch-katholischer Ordensbruder, wuchs vor Ort auf.
- Christine Schneider (* 1972), Politikerin (CDU), erlernte bei der örtlichen Schreinerei Blumeyer den Beruf der Tischlerin.
- Anton Spiehler (1795–1867), katholischer Priester, Bischofssekretär, Geistlicher Rat und Domkapitular der Diözese Speyer, war 1827 für kurze Zeit Priester in Maikammer.
- Gretel Stachel, Pfälzische Weinkönigin 1969/70